# Chiesa di San Tommaso di Canterbury (Riva del Garda)
La chiesa di San Tommaso di Canterbury è una chiesa sussidiaria di Riva del Garda, nella Comunità Alto Garda e Ledro. Apparteneva alla parrocchia di San Giuseppe, rientrante nell'ex-decanato di Riva e Ledro dell'arcidiocesi di Trento, unificata nel 2021, e risale al XII secolo.

## Storia
La chiesa, che è sorta nel XII secolo tra Riva del Garda ed Arco per volontà del signore arcense Odolrico il Vecchio, era unita nei primi momenti ad un ospedale affidato a frati. Venne consacrata già nel 1194 dal vescovo Corrado di Beseno, e, dopo la morte di Odolrico, la chiesa e l'ospedale vennero direttamente gestite dal vescovato di Trento.

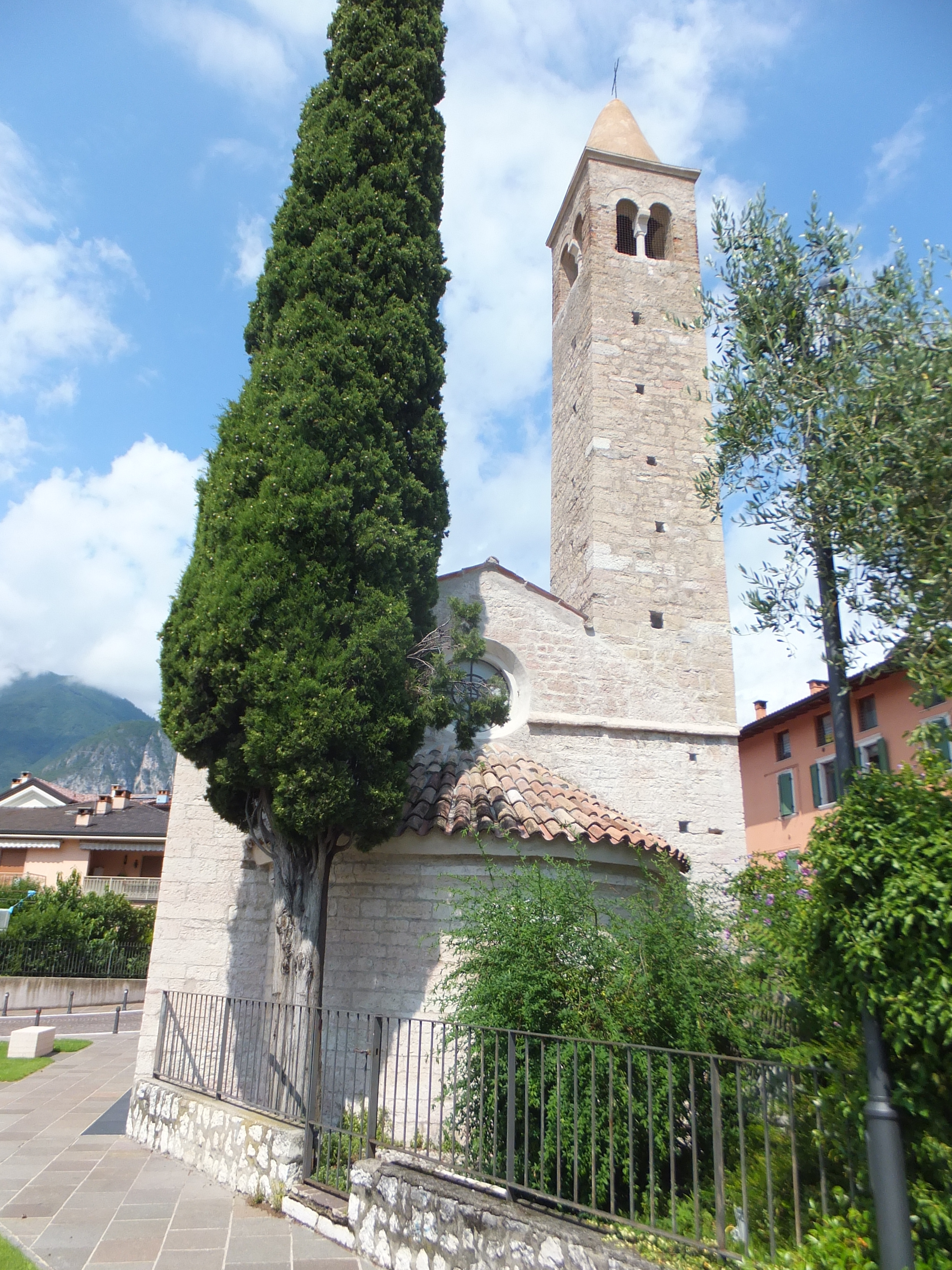
Parte absidale e campanile

Alcuni affreschi, che risalgono ai secoli XIII e XIV, si trovano nell'abside e nella struttura interna del campanile. Attorno al 1611 venne completamente ristrutturata. Nel 1780 vi fu un primo passaggio di proprietà, e venne incorporata tra i beni della cattedrale di Trento, poi, nel 1848, subentrò famiglia Tonini, che già gestiva la tenuta della chiesa e provvedeva alla sua manutenzione. Poco più di mezzo secolo dopo la chiesa divenne sussidiaria della chiesa parrocchiale di Riva del Garda.
Tutto il complesso subì grossi danni durante il primo conflitto mondiale e non venne subito restaurata, ma per farlo si attese il 1944. Di nuovo nel 1961 ci fu un cambio di proprietà, e fu assegnata alla nuova parrocchia di San Giuseppe Lavoratore.
A partire dal 1979 la chiesa fu oggetto di diversi nuovi interventi. Furono restaurati il tetto, il pavimento in pietra e il primitivo altare antico e gli affreschi interni. Nuovi interventi restaurativi iniziarono nel 2011.

## Descrizione

### Esterni
La chiesa, edificata in stile romanico, mostra tradizionale orientamento verso est e si trova in località San Tommaso, tra Riva del Garda ed Arco. La facciata a capanna con due spioventi è semplice, con il portale rettangolare incorniciato da elementi lapidei e sormontato da una finestra a lunetta cieca e, in asse, dall'oculo strombato. La torre campanaria si trova a sinistra della struttura.

### Interni
La navata interna è unica ed il presbiterio è leggermente elevato.